# Sedlečský potok
Sedlečský potok este o arie protejată (arie specială de conservare — SAC, sit de importanță comunitară — SCI) din Republica Cehă întinsă pe o suprafață de 2,68 ha, integral pe uscat.

## Localizare
Centrul sitului Sedlečský potok este situat la coordonatele 49°39′13″N 14°48′42″E / 49.653611°N 14.811667°E.

## Înființare
Situl Sedlečský potok a fost declarat sit de importanță comunitară în aprilie 2005 pentru a proteja 1 specie de animale. Situl a fost protejat și ca arie specială de conservare în ianuarie 2018.

## Biodiversitate
Situată în ecoregiunea continentală, aria protejată nu include niciun habitat protejat.
La baza desemnării sitului se află o specie protejată de  pești: cicar (Lampetra planeri).